# Cent coups de brosse avant d'aller dormir
Cent coups de brosse avant d'aller dormir (100 colpi di spazzola prima di andare a dormire) est un roman autobiographique de l'écrivaine italienne Melissa Panarello, connue sous le pseudonyme de Melissa P., paru en 2003.
Le roman a été adapté au cinéma en 2005 par Luca Guadagnino sous le titre Melissa P..